# ミロン・ハザーノフ
ミロン・ハザーノフ（Miron Merzhanov 1952年-　）は、ロシアの建築家。
現在まで多くのプロジェクトを手がけるロシアを代表する建築家の一人。旧ソ連時代は完全にペーパーアーキテクトとして活動していたが、2002年のヴェネツィア・ビエンナーレにおいて、ロシアの建築家代表を務めた。
実作の代表作として、スペルバンク、「歯科医院」、キーロフ区区役所（旧キーロフ議会宮殿）などがある。